# Jinshan Sports Centre
Das Jinshan Sports Center oder auch Jinshan Football Stadium (vereinfachtes Chinesisch: 金山 足球场; traditionelles Chinesisch: 金山 足球場) ist ein Fußballstadion im Bezirk Jinshan der chinesischen Metropole Shanghai. Es ist die Heimspielstätte des Fußballklubs Shanghai Shenxin. Die Anlage bietet 30.000 Plätze.
Das Stadion ist Teil eines größeren Komplex mit sieben Tennisplätzen, einem 1200 Quadratmeter großes Fitnessstudio und ein Vier-Sterne-Hotel mit 126 Zimmern und 3000 Quadratmeter großen Geschäftsräumen.